# Stöber-Synthese

Vereinfachte Darstellung der Hydrolyse und Kondensationsreaktion von Tetraethoxysilan (TEOS) in der Stöber-Synthese

Die Stöber-Synthese (zum Teil auch als Stöber-Methode, Stöber-Prozess oder Stöber-Verfahren bezeichnet) ist eine nach Werner Stöber benannte Synthese monodisperser Kolloidsuspensionen von kugelförmigen Silica-Nanopartikeln. Die einheitliche Partikelgröße dieser Nanopartikel erleichtert die Interpretation ihrer physikalisch-chemischen Eigenschaften, die Kalibration von Messgeräten oder die Deutung der physiopathologischen Wirkungen von Kolloiden und Aerosolen.

## Synthese
Das kontrollierte Wachstum von kugelförmigen Kieselsäureteilchen einheitlicher Größe erfolgt durch die Hydrolyse von Kieselsäureestern und anschließender Kondensation von Kieselsäure in alkoholischen Lösungen, wobei Ammoniak zur Steuerung der morphologischen Eigenschaften verwendet wird. Die erhaltenen Partikelgrößen liegen zwischen etwa 0,05 und 2 Mikrometern Durchmesser.

## Anwendungen
Mit der Stöber-Synthese hergestelltes Siliciumdioxid ist aufgrund der Monodispersität, das heißt wegen der Gleichmäßigkeit seiner Partikelgrößen ein ideales Material für die Untersuchung von Kolloidphänomenen. Weiterhin werden die Partikel zur Abgabe von Medikamenten in Zellstrukturen und bei der Herstellung von Biosensoren verwendet.
Nanopartikel nach der Stöber-Synthese finden aufgrund ihrer großen Oberfläche und ihrer gleichmäßigen, einstellbaren und hochgeordneten Porenstrukturen Anwendung in der Katalyse.
Hochwirksame Wärmeisolatoren, die als Aerogele bekannt sind, können auch mit Stöber-Methoden hergestellt werden, und Stöber-Techniken wurden angewendet, um Aerogelsysteme ohne Kieselsäure herzustellen. Mit überkritischen Trocknungstechniken kann ein Stöber-Silica-Aerogel mit einer spezifischen Oberfläche von 700 m2·g−1 und einer Dichte von 0,040 g·cm−3 hergestellt werden. Die NASA hat Kieselsäureaerogele nach dem Stöber-Verfahren sowohl für die Mars-Pathfinder- als auch für die Stardust-Mission hergestellt.